# Khaled Mahfoudh Bahah
Khaled Mahafoudh Bahah (1965) é um diplomata e político iemenita. Atuou como embaixador do seu país perante a Organização das Nações Unidas antes de ser designado em 14 de outubro de 2014 como primeiro-ministro do Iemen.